# Dielsiocharis bactriana
Dielsiocharis bactriana är en korsblommig växtart som först beskrevs av Pavel Nikolaevich Ovczinnikov och Yunussov, och fick sitt nu gällande namn av Al-shehbaz och Sabir Junussovicz Junussov. Dielsiocharis bactriana ingår i släktet Dielsiocharis och familjen korsblommiga växter. Inga underarter finns listade i Catalogue of Life.